# 2-Thiouracil
2-Thiouracil ist ein historisch relevantes Thyreostatikum aus der Gruppe der Thionamide. Der Morbus Basedow wurde 1943 erstmals von Edwin B. Astwood mittels dieses Thyreostatikums behandelt.

## Wirkmechanismus und Nebenwirkungen
Es verhindert die Bindung von Iod und damit die Bildung der Schilddrüsenhormone (Trijodthyronin u. Thyroxin).
Sein Wirkmechanismus entspricht damit dem, der auch heute noch angewandten Nachfolgepräparate (z. B. Carbimazol und Thiamazol).
Als Nebenwirkungen werden bei Überdosierung die Gefahr des Hypothyreoidismus u. der Krebsauslösung insbesondere in Schilddrüse und Leber genannt. Das Medikament ist während der Stillzeit kontraindiziert, da es sich in der Muttermilch anreichert und so zu einer Gefährdung des Kindes führen kann.

## Chemie
Thiouracil zählt zur Stoffgruppe der Heterocyclen und ist ein Derivat von Thioharnstoff.

### Synthese
Die Umsetzung von Thioharnstoff und Formylessigsäure liefert unter Wasserabspaltung Thiouracil.

### Tautomerie
Die Thion-Form und die Thiol-Form des Thiouracils unterliegen der Tautomerie: